# No Other Land
No Other Land ist ein palästinensisch-norwegischer Dokumentarfilm unter der Regie von Basel Adra, Hamdan Ballal, Yuval Abraham und Rachel Szor aus dem Jahr 2024. Der Debütfilm hatte im Februar 2024 auf der Berlinale seine Weltpremiere in der Sektion Panorama und wurde mit dem Berlinale Dokumentarfilmpreis ausgezeichnet. Nach dem Eklat der documenta fifteen löste der Auftritt der Filmemacher bei der Preisverleihung eine weitere Diskussion um Antisemitismus in der deutschen Kulturszene aus. Im Fall des Films No Other Land erwiesen sich diese Vorwürfe jedoch als haltlos, und die Regisseure gingen deshalb juristisch gegen sie vor. Unter anderem kündigten sie Schritte gegen die Stadt Berlin an, die fälschlicherweise auf ihrer Website behauptet hatte, dass die Dokumentation antisemitische Inhalte hätte. Im selben Jahr gewann das Werk den Europäischen Filmpreis. Bei der Oscarverleihung 2025 wurde No Other Land als bester Dokumentarfilm ausgezeichnet.

## Handlung
Im Mittelpunkt der Handlung steht der junge palästinensische Aktivist Basel Adra aus Masafer Yatta, einer Sammlung von kleinen Dörfern südlich von Hebron im Westjordanland. Die Häuser der Palästinenser sollen einem israelischen Truppenübungsplatz weichen. Mit Bulldozern reißt die Armee darum Gebäude ab.
Zusammen mit dem israelischen Journalisten Yuval Abraham und seiner Kollegin Rachel Szor sowie dem palästinensischen Fotografen Hamdan Ballal filmt Basel die Zerstörungen und den Protest der Dorfbewohner dagegen. Auch Gewalttaten israelischer Siedler und der israelischen Armee werden gezeigt.

## Produktion

### Filmstab
Bei diesem Debütfilm führten Basel Adra, Hamdan Ballal, Yuval Abraham und Rachel Szor Regie und waren auch für den Schnitt zuständig, Rachel Szor darüber hinaus für die Kameraführung. Die Musik komponierte Julius Pollux Rothlaender.

### Produktion
Die Arbeiten an dem Film begannen 2018 und endeten kurz vor dem 7. Oktober 2023. Dem Epilog wurde eine von Ende Oktober 2023 stammende Aufnahme hinzugefügt, die zeigt, wie ein Cousin Adras von einem israelischen Siedler angeschossen wird.
Produziert wurde der Film von Fabien Greenberg und Bård Kjøge Rønning. Produktionsfirmen waren die palästinensische Yabayay Media und die norwegische Antipode Films.

### Veröffentlichung
Der Film hatte im Februar 2024 auf der Berlinale seine Weltpremiere in der Sektion Berlinale Panorama. Im März 2024 feierte No Other Land in Gegenwart der Filmemacher seine erste Aufführung in Masafer Yatta auf dem dortigen Schulhof. Im Juni 2024 wird der Film beim Sydney Film Festival vorgestellt. Ende Juni, Anfang Juli 2024 wurde er beim Karlovy Vary International Film Festival gezeigt. Ende August, Anfang September 2024 wurde No Other Land beim Telluride Film Festival gezeigt. Ende September, Anfang Oktober 2024 wird der Film beim New York Film Festival vorgestellt. Ende Oktober 2024 wird er bei der Viennale gezeigt. Am 14. November 2024 kam der Film in die deutschen und am 31. Januar 2025 in ausgewählte US-Kinos.

## Rezeption

### Filmkritiken
Von den bei Rotten Tomatoes aufgeführten Kritiken sind alle positiv bei einer durchschnittlichen Bewertung mit 8,9 von 10 möglichen Punkten. Bei Metacritic erhielt der Film einen Metascore von 92 von 100 möglichen Punkten.

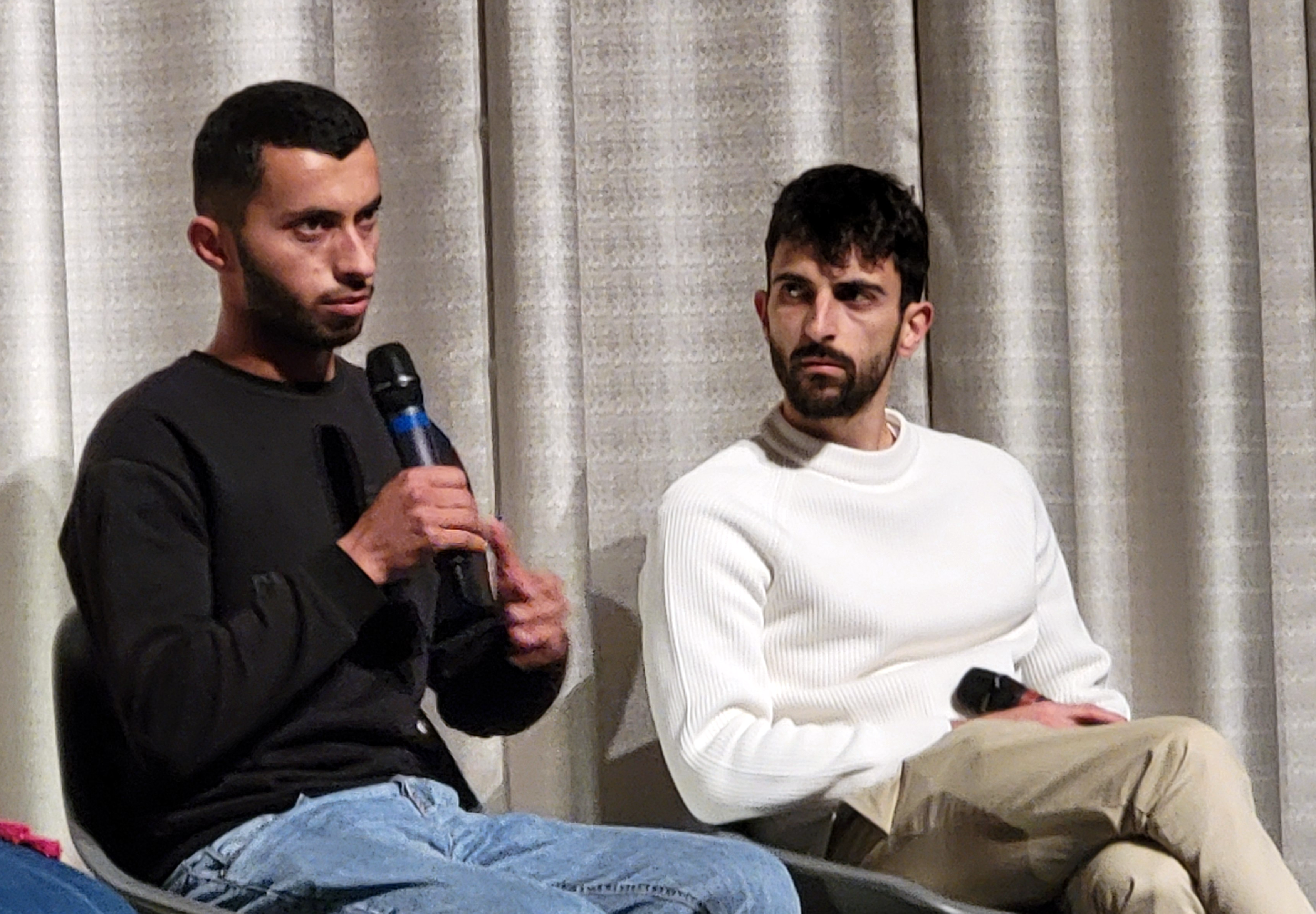
Basel Adra (li.) und Yuval Abraham bei der Vorstellung von No Other Land während der Berlinale

Andreas Busche kommentierte im Tagesspiegel:
„Der palästinensisch-israelische Dokumentarfilm ,No Other Land‘ gewährt erschütternde Einblicke in den Alltag im Westjordanland. [...] ,No Other Land‘ will keine Hoffnung spenden. Er bezieht seine Kraft vor allem daraus, wie unumstößlich Basel und Yuval an ihre gemeinsame Form des Widerstands glauben. [...] ,No Other Land‘ ist ein aktivistischer Film, wie sie in der Ära des antiimperialistischen Dritten Kinos in den 1960er Jahren zuhauf entstanden. Er ist parteilich, im Gespräch mit Basel und Yuval fällt immer wieder das Wort ,Apartheid‘ im Zusammenhang mit der Besetzung im Westjordanland. Ein Begriff, den man geraderücken möchte, aber man versteht auch ihre Wut, weil die Erfahrungen von Basel, seiner Familie und den Menschen in Masafer Yatta in der Berichterstattung des Westens kaum vorkommen. Gleichzeitig stimmt die Freundschaft zwischen den fast gleichaltrigen Basel und Yuval über einen Militärgrenzposten hinweg auch vage optimistisch.“
IndieWire, Variety und andere auf Rotten Tomatoes gelistete Rezensionen bewerteten den Film weitgehend positiv. Guy Lodge nannte den Film in Variety etwa „lebenswichtig“: „Aber das Filmemachen hier ist straff und durchdacht, mit geschicktem Schnitt (von den Regisseuren selbst), der das Gefühl der Zeit einfängt, die gleichzeitig vergeht und sich in sich selbst wiederholt.“ Szenen der palästinensisch-israelischen Konfrontation beschrieb er als „intensiv, erschütternd“.
In der Frankfurter Allgemeinen Zeitung heißt es zum Film: „‚No Other Land‘ ist ein engagierter Dokumentarfilm, er nimmt eindeutig Partei, ist aber nicht propagandistisch. Glaubwürdig wird das dokumentarische Vorhaben nicht zuletzt durch die Freundschaft von Basel und Juval. Sie deutet eine Möglichkeit an, wie Menschen in Israel/Palästina auch zusammenleben könnten.“
Für Kay Hoffmann (Filmdienst) ist No Other Land kein abwägender oder um Ausgewogenheit bemühter Film. Er beziehe vielmehr eindeutig Position. Er lebe von seiner „dynamischen Ästhetik, ergänzt um Handyaufnahme, deren Wirkung durch Sounddesign und Musik noch verstärkt wird“, wobei die Filmemacher die Hoffnung nicht aufgeben, dass es jenseits von Hass und Verachtung doch noch zu einem friedlichen Zusammenleben kommen kann. Aus dem IndieWire Critics Poll 2024 ging No Other Land als Erstplatzierter unter den besten Dokumentarfilmen hervor.
Anlässlich des Kinostarts in Österreich forderte der ORF-Kritiker Simon Hadler im Januar 2025 das Publikum auf, sich selbst ein Bild zu machen und das Entstehungsdatum des Films vor dem Terroranschlag am 7. Oktober 2023 zu berücksichtigen: „Die Wahrnehmung im Februar des Vorjahres war noch stärker geprägt von den antiisraelischen Protesten, bei denen international sehr wohl immer wieder ein dubioses Amalgam aus vorgeblich antiimperialistischen Linken, Rechtsradikalen und Verschwörungstheoretikern mit antisemitischen Aktionen in Erscheinung trat.“

### Berlinale-Antisemitismus-Kontroverse
Auf der Berlinale 2024 wurde No Other Land mit dem Preis als bester Dokumentarfilm ausgezeichnet. Basel Adra und Yuval Abraham nahmen den Preis entgegen. Adra forderte in einer Dankesrede Deutschland unter Bezugnahme auf den Israel-Gaza-Krieg auf, keine Waffen mehr an Israel zu liefern; Palästinenser würden durch Israel „abgeschlachtet“. Anschließend wandte sich Abraham an das Publikum:
„Basel und ich sind im selben Alter, ich bin Israeli, er ist Palästinenser. Und in zwei Tagen werden wir in ein Land zurückgehen, wo wir nicht gleichberechtigt sind. Ich lebe unter Zivilrecht, Basel unter Militärrecht. Wir leben 30 Minuten voneinander entfernt: ich habe das Wahlrecht, Basel nicht. Ich habe die Freiheit hinzugehen, wohin ich will, Basel ist wie Millionen andere Palästinenser eingesperrt in den besetzten Gebieten. Diese Situation von Apartheid zwischen uns, diese Ungleichheit, sie muss enden. Und wir fragen, wie wir einen Wandel erreichen, um die Besatzung zu beenden, um eine politische Lösung zu erreichen.“
In der Neuen Zürcher Zeitung schrieb Andreas Scheiner über den Film und seine Präsentation auf der Berlinale: 
„Wie er brutale israelische Räumungen im Westjordanland einfängt, ist eindringlich. Doch das israelisch-palästinensische Kollektiv dahinter versteht sich nach eigener Aussage als Aktivisten. Aktivismus ist naturgemäss einseitig. Man kann einen solchen Film zeigen, hätte ihn jedoch kritisch in einen Gesprächsrahmen einbetten müssen. Nun prämierte eine Jury «No Other Land» sogar als besten Dokumentarfilm. Manchmal nehme einen ein Film «jenseits von ästhetischen oder formalen Kriterien» mit, begründeten die Preisrichter ihre Auswahl. Darin zeigt sich exemplarisch der Geist an der Berlinale: Aktivismus wird gefeiert, die Filmkunst ist zweitrangig.“

#### Reaktionen in Deutschland
In Deutschland entbrannte, im Zuge weiterer pro-palästinensischer und anti-israelischer Vorfälle auf der Berlinale, eine Debatte über Antisemitismus und Israel-Hass. In der Süddeutschen Zeitung wurde die Einseitigkeit der Forderungen Abrahams mit Verweis auf die 130 Geiseln, die sich weiterhin in der Gewalt der Hamas befinden, kritisiert. Der Jury warfen die Autoren Voreingenommenheit bei der Auswahl des Films vor. Im November 2024 wurden in einem weiteren Artikel in der Süddeutschen Zeitung von „grob falschen Antisemitismusvorwürfen“ und einer „bizarren Antisemitismusdebatte“ geschrieben. Berlins regierender Bürgermeister Kai Wegner kritisierte auf X die Reden der beiden Regisseure als eine „untragbare Relativierung“ und antisemitisch und forderte von der Festivalleitung Konsequenzen hinsichtlich zukünftiger Veranstaltungen. Kulturministerin Claudia Roth distanzierte sich später von ihrem Applaus für die Auszeichnung des Films auf der Berlinale und stellte klar, dass ihr Applaus nur der Rede des jüdisch-israelischen Regisseurs Yuval Abraham gegolten habe und nicht derjenigen des palästinensischen Regisseurs Basel Adra.

#### Reaktionen in Israel
Im öffentlich-rechtlichen israelischen Fernsehen (KAN) wurde Yuval Abrahams Redebeitrag auf der Berlinale als antisemitisch bezeichnet. Die linksliberale israelische Zeitung Haaretz bezeichnete dies als Entsprechung der gegenwärtigen Lage in Israel, in „der Atmosphäre des Verschweigens, der Selbstzensur und der Verfolgung jeder Person, die Kritik am israelischen Regime“ äußere.
„Was ist so beängstigend an Abrahams Worten? In weniger als einer Minute beschrieb er eine Situation, die die meisten Israelis leugnen oder, noch schlimmer, völlig ignorant sind. [...] Abraham spiegelte die Wahrheit wider, wenn es um den Status von Palästinensern wie Basel im Vergleich zu dem der Israelis geht. [...] Kritiker der Besatzung als Antisemiten zu bezeichnen, ist ein Verhaltensmuster, das aus der rechtsextremen Partei Otzma Yehudit und ihren Gleichgesinnten importiert wurde. Gemäß diesem Spielbuch muss jeder, der Kritik an Israels Politik gegenüber den Palästinensern und der Besatzung äußert, sofort als ‚Unterstützer des Terrors‘, ‚antisemitisch‘ oder ‚Judenhasser‘ gebrandmarkt werden.“
Der Botschafter Israels in Deutschland, Ron Prosor, kritisierte die Verantwortlichen der Berlinale nach der Preisverleihung: „Es scheint, dass die Lektion aus der Documenta nicht begriffen wurde. Unter dem Deckmantel der Rede- und Kunstfreiheit wird antisemitische und antiisraelische Rhetorik zelebriert.“

#### Bedrohungen und Ausschreitungen gegenüber den Regisseuren
Regisseur Yuval Abraham erhielt nach eigenen Angaben in Reaktion auf die Kritik an seiner Rede auf der Berlinale-Preisverleihung Morddrohungen via sozialen Medien. Er berichtete, seine Familie sei durch israelische Rechtsextremisten zu Hause bedroht worden, weshalb sie ihr Haus verlassen mussten und er nach der Preisverleihung nicht direkt nach Israel zurückkehrte. Er sagte: 
„Auf deutschem Boden als der Sohn von Holocaust-Überlebenden zu stehen und zu einem Waffenstillstand aufzurufen – und dann als antisemitisch gekennzeichnet zu werden, ist nicht nur empörend, es bringt auch jüdisches Leben in Gefahr. [...] Ich weiß nicht, was Deutschland mit uns versucht. Wenn das die Art ist, wie Deutschland mit seiner Schuld um den Holocaust umgeht, machen sie diese bedeutungslos.“
Im März 2025 wurde Hamdan Ballal laut einem Bericht jüdisch-amerikanischer Aktivisten von einer Gruppe von etwa 15 bewaffneten israelischen Siedlern angegriffen und anschließend von israelischen Soldaten verhaftet. Er wurde am folgenden Tag aus der Haft entlassen; Ballal sagte, die Siedler hätten ihn vor seinem Haus geschlagen und den Angriff gefilmt. Er habe die Nacht in Handschellen und mit verbundenen Augen in einem israelischen Armeestützpunkt auf dem Fußboden verbracht. Seine Anwältin sagte, er habe nur eine minimale Versorgung seiner Verletzungen erhalten. Das israelische Militär sagte, es habe drei Palästinenser festgenommen, die unter dem Verdacht standen, Steine auf Sicherheitskräfte geworfen zu haben, sowie einen Israeli, der an einer „gewalttätigen Konfrontation“ beteiligt gewesen war.
Anfang Juni 2025 organisierten die beiden Filmemacher gemeinsam mit der israelischen Menschenrechtsorganisation B’tselem eine Pressetour in das Dorf Khilet al-Dabe’. Der Zugang für die eingeladenen Journalistinnen und Journalisten wurde jedoch verweigert; das Gebiet wurde kurzerhand von der israelischen Armee zur militärischen Sperrzone erklärt.

### Rezeption in den Vereinigten Staaten
In den Vereinigten Staaten wurde der Film für die Oscarverleihung 2025 nominiert und spielte im Januar und Februar 2025 etwa 420.000 Dollar an US-amerikanischen Kinokassen ein; damit war er der umsatzstärkste Film unter den fünf Oscar-nominierten Dokumentarfilmen und gewann schließlich auch den Oscar in seiner Kategorie. Da der Film trotz diverser Auszeichnungen und begeisterter Kritiken keinen Verleiher in den Vereinigten Staaten fand, war es jedoch für die meisten US-Amerikaner unmöglich, den Film in Kinos zu sehen oder ihn zu streamen.

## Tötung von Odeh Hadalin
Am 28. Juli 2025 wurde der palästinensische Aktivist Odeh Hadalin, der im Dokumentarfilm zu sehen ist, von einem israelischen Siedler im Westjordanland erschossen. Der dreifache Vater wurde mit einem Krankenwagen aus der illegalen Siedlung Carmel abtransportiert und starb später im Krankenhaus. Die israelischen Behörden weigerten sich, seine Leiche freizugeben, damit er so schnell wie möglich beigesetzt werden kann, ein Ritual, das Teil der islamischen Bestattungsbräuche ist.

## Auszeichnungen
Der Film wurde in eine Shortlist für den International Documentary Association Award 2024 aufgenommen. Im Folgenden eine Auswahl von Auszeichnungen und Nominierungen.
British Academy Film Awards 2025

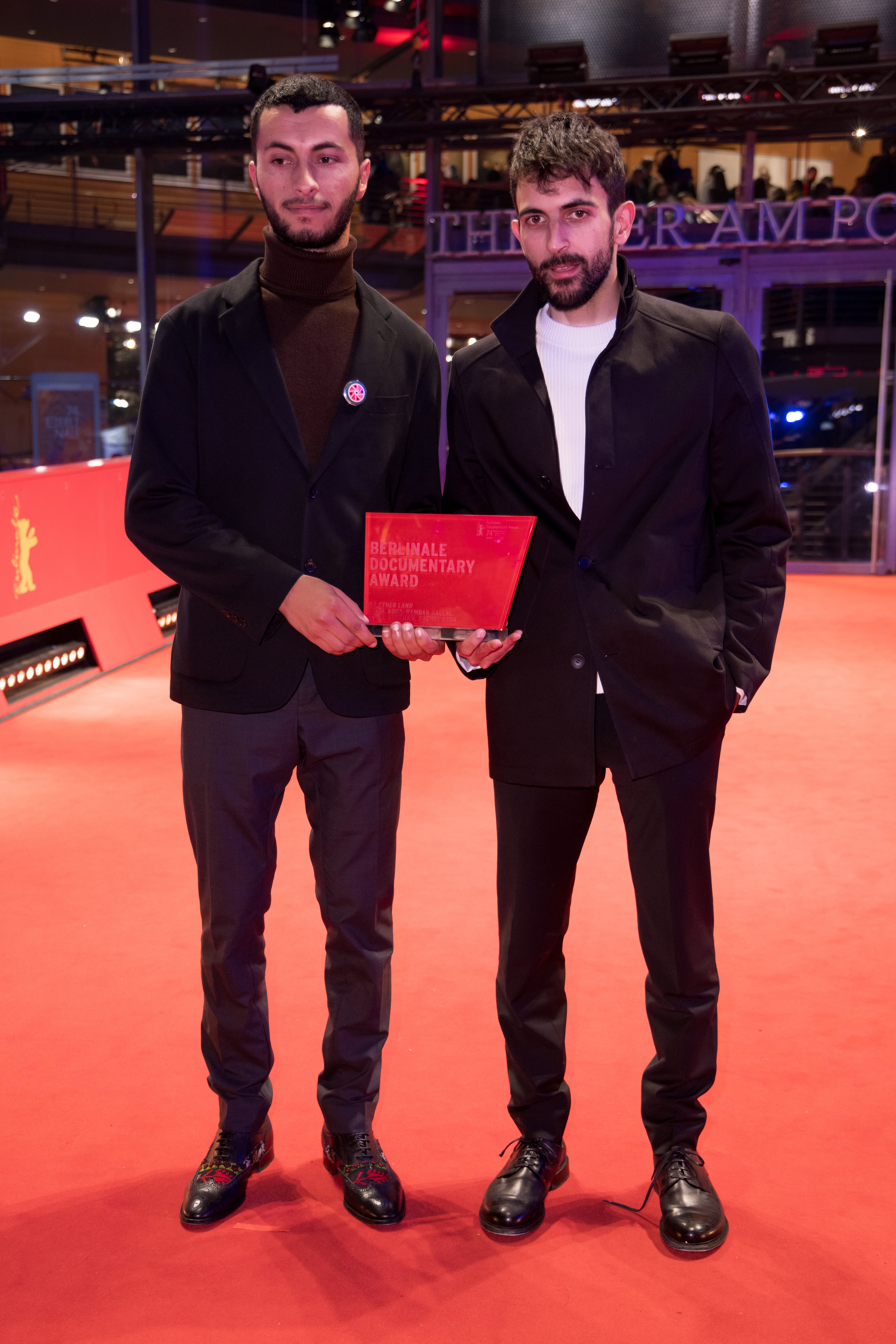
Basel Adra (li.) und Yuval Abraham mit dem Berlinale Dokumentarfilmpreis

- Nominierung als Bester Dokumentarfilm (Basel Adra, Rachel Szor, Hamdan Ballal und Yuval Abraham)[45]

British Independent Film Awards 2024
- Nominierung als Bester internationaler Independent-Film (Basel Adra, Rachel Szor, Hamdan Ballal, Yuval Abraham, Fabrien Greenberg und Bård Kjøge Rønning)

Cinema Eye Honors Awards 2024
- Auszeichnung als Bester nichtfiktionaler Film
- Auszeichnung als Bester Debütfilm (Basel Adra, Hamdan Ballal, Yuval Abraham und Rachel Szor)
- Nominierung für die Beste Regie (Basel Adra, Hamdan Ballal, Yuval Abraham und Rachel Szor)
- Nominierung als Beste Produktion (Fabien Greenberg und Bård Kjøge Rønning)[46][47]

CPH:DOX 2024
- Auszeichnung mit dem Publikumspreis[48]

Europäischer Filmpreis 2024
- Nominierung als Bester Film
- Auszeichnung als Bester Dokumentarfilm

Gotham Awards 2024
- Auszeichnung als Bester Dokumentarfilm

IDA Awards 2024
- Auszeichnung als Bester Dokumentarfilm
- Auszeichnung mit dem Pare Lorentz Award
- Auszeichnung für die Beste Regie (Basel Adra, Hamdan Ballal, Rachel Szor und Yuval Abraham)[49]

Independent Spirit Awards 2025
- Auszeichnung als Bester Dokumentarfilm[50]

IndieLisboa 2024
- Auszeichnung mit dem Publikumspreis – Spielfilm[51]

Internationale Filmfestspiele Berlin 2024
- Berlinale Dokumentarfilmpreis
- Panorama Publikumspreis – Dokumentarfilm[52][53]

London Critics’ Circle Film Awards 2025
- Auszeichnung als Bester Dokumentarfilm[54]

Los Angeles Film Critics Association Awards 2024
- Auszeichnung als Bester Dokumentarfilm[55]

National Board of Review Awards 2024
- Auszeichnung mit dem NBR Freedom of Expression Award[56]

New York Film Critics Circle Awards 2024
- Auszeichnung als Bester nicht-fiktionaler Film[57]

Oscarverleihung 2025
- Auszeichnung als Bester Dokumentarfilm

Palm Springs International Film Festival 2025
- Auszeichnung als Bester Dokumentarfilm[58]

Visions du Réel 2024
- Publikumspreis im Grand Angle Competition (Basel Adra, Yuval Abraham, Hamdan Ballal und Rachel Szor)[59]

ZagrebDox 2024
- Auszeichnung mit dem Aviteh Audience Award (Basel Adra, Yuval Abraham, Hamdan Ballal und Rachel Szor)[60]